# Amok (film 2017)
Amok – polsko-szwedzko-niemiecki film kryminalny z 2017 roku w reżyserii Kasi Adamik o Krystianie Bali, skazanym za zabójstwo na 25 lat pozbawienia wolności.

## Fabuła
Film luźno opowiada historię zabójstwa ukazanego w powieści Amok, napisanej przez Krystiana Balę.

## Obsada
- Mateusz Kościukiewicz jako Krystian Bala[1]
- Zofia Wichłacz jako Zofia Bala, żona Krystiana[1]
- Łukasz Simlat jako inspektor Jacek Sokolski
- Mirosław Haniszewski[1] jako policjant
- Zbigniew Stryj jako komendant policji
- Jan Peszek jako profesor Krystiana Bali
- Magdalena Kuta jako matka Krystiana Bali
- Maria Seweryn jako nauczycielka syna Krystiana Bali

## Festiwale, nagrody
Na 42. Festiwalu Polskich Filmów Fabularnych w Gdyni nagrodę za drugoplanową rolę męską otrzymał Łukasz Simlat.